# Divizia 8 Infanterie (1941-1944)
Divizia 8 Infanterie a fost o mare unitate de nivel tactic a Armatei României, care a luat luptat în Al Doilea Război Mondial. A luat parte la luptele din Basarabia și la operațiunea de cucerire a Odesei din 1941, precum și, ulterior, la apărarea nordului Moldovei și la recuperarea Transilvaniei în 1944.
Ordinea de bătaie a unității a fost următoarea:
- Comandantul Diviziei 8 Infanterie: 
  - 15 martie-1 septembrie 1941: generalul de brigadă Alexandru Orășanu
  - 2 septembrie 1941-11 septembrie 1944: generalul de brigadă (din 25 octombrie 1941 general de divizie) Dumitru Carlaonț
  - 12 septembrie-14 octombrie 1944: generalul de divizie Petre Cameniță
- Brigada 8 Infanterie
  - Regimentul 29 Infanterie „Dragoș Vodă”
  - Regimentul 7 Vânători „Ieremia Movilă”
  - Regimentul 8 Vânători „Vodă Grigore Ghica”
- Brigada 8 Artilerie
  - Regimentul 12 Artilerie
  - Regimentul 17 Artilerie
- Compania 8 Transmisiuni.
- Compania 8 Poliție.
- Bateria ? AC (anti-car)
- Compania A.A. (artilerie antiaeriană)
- Batalionul ? Pioneri

Pe rând, a fost parte a:
- 22 iunie-5 iulie 1941 Corpului XXX Armată german⁠(de)[traduceți]
- 18-27 august 1941 Corpului IV Armată.
- 28 august-3 septembrie 1941 Corpului XI Armată
- 4 septembrie-2 octombrie 1941 Corpului I Armată
- 3 octombrie 1941-14 martie 1943 ?
- 15 martie-14 aprilie 1944	Corpului IV Armată.
- 15 aprilie-14 mai 1944 Corpului I Armată
- 15 mai-14 iunie 1944 rezerva Armatei 4
- 15 iunie-19 august 1944 rezerva Armatei 4
- 20 august 1944 rezerva Armatei 8 germane⁠(de)[traduceți]